# Eugenio Garin
Eugenio Garin (* 9. Mai 1909 in Rieti; † 29. Dezember 2004 in Florenz) war ein italienischer Philosoph und Philosophiehistoriker. 

## Leben
Garin studierte von 1925 bis 1929 Philosophie in Florenz bei Francesco De Sarlo und vor allem bei Ludovico Limentani und absolvierte anschließend ein zweijähriges Aufbaustudium. Von 1931 bis 1948 arbeitete er als Gymnasiallehrer zunächst in Palermo und dann in Florenz, wo er ab 1936 auch an der Universität tätig war. Nachdem Giovanni Gentile im April 1944 von Kommunisten ermordet worden war, hielt Garin, der selbst seit 1931 Mitglied der Faschistischen Partei war, in Florenz eine Gedenkfeier für ihn ab.
Im Studienjahr 1948–49 wurde er zum Ordinarius berufen; er nahm die Tätigkeit zunächst in Cagliari auf und kehrte dann nach Florenz zurück. 1970 wurde er mit dem Antonio-Feltrinelli-Preis ausgezeichnet. 1974 folgte er einem Ruf als Professor auf den Lehrstuhl für Geschichte des Denkens der Renaissance an der Scuola Normale Superiore in Pisa.
Garins Arbeitsschwerpunkte in Forschung und Lehre waren die Philosophiegeschichte, insbesondere die Geschichte der italienischen Philosophie, sowie die Kulturgeschichte und -philosophie. Er befasste sich mit dem Humanismus und der Renaissance (deren Zusammenhang mit dem Mittelalter, ihrem Menschenbild, ihrem Wissenschaftsbegriff und der Astrologie), mit der Aufklärung sowie mit dem Übergang vom 19. zum 20. Jahrhundert. Der äußerst produktive Gelehrte veröffentlichte mehr als 1400 Bücher und Aufsätze. 
Er war Mitglied zahlreicher wissenschaftlicher Gesellschaften und Akademien im In- und Ausland, u. a. der American Philosophical Society, der British Academy (jeweils seit 1972) und der American Academy of Arts and Sciences (seit 1973). Seit 1955 gehörte Garin dem Wissenschaftlichen Beirat der Sachbuchreihe Rowohlts deutsche Enzyklopädie an.
Garin starb am 29. Dezember 2004 im Alter von 95 Jahren in seinem Haus in Florenz. In ihren Nachrufen würdigten ihn italienische Medien als „Giganten der modernen Philosophie“.

## Veröffentlichungen (Auswahl)
- Giovanni Pico della Mirandola. Vita e dottrina. Florenz 1938–1945 (= Publicazioni della R. Università degli Studi di Firenze. Facoltà di Lettere e Filosofia. 3. Serie, Band 5).
- Der italienische Humanismus (italienisch L’umanesimo italiano). Francke, Bern 1947.
- als Hrsg.: La disputa delle arti nel Quattrocento. Florenz 1947.
- als Hrsg.: Prosatori Latini de Quattrocento. Mailand/Neapel 1952.
- Cronache di filosofia italiana 1900/1943. Laterza, Bari 1955. Dann unter dem Titel Cronache di filosofia italiana 1900/1943. Quindici anni dopo 1945/1960. 2 Bände, Laterza, Bari 1966 u.ö.
- Die Kultur der Renaissance, in: Propyläen Weltgeschichte, Band 6, Weltkulturen. Renaissance in Europa, 1960 ff., Sonderausgabe Propyläen Verlag, Berlin, Frankfurt am Main 1986.
- La filosofia come sapere storico. Laterza, Bari 1959. Dann unter dem Titel La filosofia come sapere storico: con un saggio autobiografico. Laterza, Roma – Bari 1990.
- Geschichte und Dokumente der abendländischen Pädagogik (L’educazione in Europa). (= Rowohlts deutsche Enzyklopädie, Bd. 205/206 u. 250/251 u. 268/269), Rowohlt, Reinbek bei Hamburg 1964–1967.
- Scienza e vita civile nel Rinascimento italiano. Laterza, Bari 1965.
- Storia della filosofia italiana. 3 Bände, Einaudi, Torino 1966 u.ö.
- Aristotelismo veneto e scienza moderna. Padua 1981.
- Der Mensch der Renaissance (L’uomo del Rinascimento). Campus-Verlag, Frankfurt am Main 1990, Lizenzausgabe Magnus-Verlag, Essen 2004, ISBN 3-88400-403-4.
- Astrologie in der Renaissance (Lo zodiaco della vita). Campus-Verlag, Frankfurt am Main 1997, ISBN 3-593-35328-8.